# Krînîceanske
Krînîceanske (în ucraineană Криничанське), cunosut până în 2016 sub numele de Cervonohvardiiske (în ucraineană Червоногвардійське), este o așezare de tip urban din orașul regional Holubivka, regiunea Luhansk, Ucraina. În afara localității principale, nu cuprinde și alte sate.

## Demografie
Componența lingvistică a așezării de tip urban
     Rusă (84,55%)
     Ucraineană (15,45%)
Conform recensământului din 2001, majoritatea populației așezării de tip urban Krînîceanske era vorbitoare de rusă (84,55%), existând în minoritate și vorbitori de ucraineană (15,45%).